# 澶州
澶州（せんしゅう）は、中国にかつて存在した州。唐代から金初にかけて、現在の河南省濮陽市一帯に設置された。

## 概要
621年（武徳4年）、唐により魏州から頓丘・観城の2県を分割して澶州が置かれ、衛州澶水県は澶州に移管された。627年（貞観元年）、澶州は廃止され、澶水県は黎州に、頓丘・観城の2県は魏州に移管された。772年（大暦7年）、魏州頓丘県に澶州が置かれた。澶州は河北道に属し、頓丘・清豊・観城・臨黄の4県を管轄した。
950年（乾祐3年）、郭威が澶州で軍士に擁立されて帝位についた。これを澶州の変という。
1004年（景徳元年）、北宋と契丹の会盟が澶州でおこなわれた。いわゆる澶淵の盟である。1105年（崇寧4年）、北宋により澶州に北輔が建てられた。1106年（崇寧5年）、澶州は開徳府に昇格した。開徳府は河北東路に属し、濮陽・清豊・観城・臨河・衛南・南楽・朝城の7県と徳清軍を管轄した。
1128年（天会6年）、金が開徳府を占領すると、澶州に降格された。1144年（皇統4年）、澶州は開州と改称された。開州は大名府路に属し、濮陽・清豊・観城・長垣の4県と武郷鎮を管轄した。
元のとき、開州は大名路に属し、濮陽・清豊・長垣・東明の4県を管轄した。
明のとき、開州は大名府に属し、長垣・東明の2県を管轄した。
清のとき、開州は大名府に属し、属県を持たない散州となった。
1912年、中華民国により開州は廃止され、濮陽県と改められた。